# Русское Азелеево
Русское Азелеево (тат. Урыс Әҗәлесе) — село в Зеленодольском районе Республики Татарстан. Входит в состав Русско-Азелеевского сельского поселения.

## География
Находится на правом берегу реки Кубня, в 38 км к югу от города Зеленодольск. Через село проходит автомобильная дорога Татарское Азелеево — Русские Наратлы с идентификационным номером 16ОПРЗ 16К-0902.

## Этимология
Ойконим «Азелеево» происходит от русифицированной версии названия татарской деревни Әҗәле, расположенной в 2 км к северу от данного населённого пункта.

## История
Основано во 2-й половине XVII в. До реформы 1861 г. жители относились к категории помещичьих крестьян. Занимались земледелием, разведением скота. В начале XX века в данном населённом пункте располагалось волостное правление, функционировали Тихвинско-Богородицкая церковь, земская школа (открыта в 1869 г.), 1 ветряная и 1 вод. мельницы, 2 кузницы, крупообдирка, 1 казённая винная и 2 мелочные лавки. В этот период земельный надел сельской общины составлял 450,21 десятин. С 1860-х гг. до 1920 г. село являлось центром Азелеевской волости Свияжского уезда Казанской губернии. С 25 июня 1920 г. в составе Свияжского кантона ТАССР. С 14 февраля 1927 г. в Нурлат-Ачасырском, с 1 августа 1927 г. в Нурлатском, с 1 февраля 1963 г. в Зеленодольском районах.

## Население
| 1782                  | 1859 | 1897 | 1908 | 1920 | 1926 | 1938 | 1949 | 1958 | 1970 | 1979 | 1989 | 2002 | 2010 |
| --------------------- | ---- | ---- | ---- | ---- | ---- | ---- | ---- | ---- | ---- | ---- | ---- | ---- | ---- |
| 41 душа мужского пола | 289  | 457  | 575  | 521  | 537  | 599  | 245  | 169  | 170  | 157  | 126  | 131  | 135  |

В этническом отношении село смешанное. По переписи 2002 г. в селе проживали: татары − 53 %, русские — 45 %.

## Экономика
Полеводство, свиноводство.

## Инфраструктура
Библиотека. Фельдшерско-акушерский пункт. До 2009 г. функционировала средняя школа.